# Ogooué et des Lacs
Ogooué et des Lacs é um departamento da província de Moyen-Ogooué, no Gabão.